# Terkel i knibe (film)
 For alternative betydninger, se Terkel i knibe. (Se også artikler, som begynder med Terkel i knibe)
Terkel i knibe er en dansk komedie- og animationsfilm fra 2004, som er instrueret af Stefan Fjeldmark efter idé fra Anders Matthesen og med manuskript af Anders Matthesen og Mette Heeno. Filmen er baseret på Matthesens radioføljeton Arne fortæller... Terkel i knibe, og handler om drengen Terkel, der bliver mobbet i skolen. Al stemmelægning til filmens personer og sange er udført af Anders Matthesen.
Filmen modtog positive anmeldelser og blev hurtigt en publikumssucces, da den blev set af 375.000 personer i biografen, hvilket gjorde den til en af de mest sete film i 2004. Filmen modtog adskillige nomineringer og priser, og vandt bl.a. fem Robertpriser i 2005, heriblandt årets børne- og familiefilm. Filmen er siden blevet oversat til adskillige sprog såsom norsk, svensk, engelsk og tysk.
Grundet filmens succes blev der i 2019 opført en musical baseret på filmen; Terkel – The Motherfårking Musical, ligesom at der i 2018 udkom den selvstændige filmefterfølger Ternet ninja og Ternet ninja 2 (2021) som foregår i samme univers som Terkel i knibe men med Terkels fætter, Aske, i hovedrollen.

## Handling
Filmen handler om drengen Terkel, der er filmens hovedperson og går i 6. klasse på Kastanjevejens skole i København. Hans bedste ven i klassen hedder Jason, kommer fra Albertslund og går med et jernrør i lommen. Terkel er lidt bange for to lede fyre i klassen, Sten og Saki, som mobber dem, de kan komme til – særligt klassens tykke pige Fede Dorit. En af pigerne i klassen, Johanna, vil gerne være kærester med Jason, men han synes ikke, hun er cool nok.
En dag får klassen en ny klasselærer ved navn Gunnar Bjerre, der er en tydelig naturelsker. Første gang Terkel møder Gunnar, er sammen med Jason nede i skolegården, hvor Terkel kommer til at sætte sig på en edderkop. Terkel og Jason synes, Gunnar er underlig, men trods sin store kærlighed til natur og dyr vælger han ikke at reagere på Terkels uheld.
Terkel bor sammen med sin mor, der kæderyger i ekstrem grad, og sin far, der konstant læser avis og kun kan sige: ”nej”. Terkel har også en lillesøster, som han absolut ikke gider have noget med at gøre. Terkels mor og far bliver gift, og det synes han er belastende. Under en temmelig ulidelig bryllupsfest dukker Sten og Saki op og truer Terkel til at stjæle øl til dem. Det opdager Terkels lettere sindssyge onkel Stewart, som giver Sten og Saki et ordentligt lag tæsk. Sten og Saki er rasende på Terkel over, at han sladrede til onkel Stewart, og Terkel er skrækslagen for at komme i skole igen.
Nu begynder den ene hårrejsende trussel efter den anden at dukke op i Terkels liv. ’Du er færdig, Terkel’ står på hans bord i klassen. Sten og Saki mobber Terkel og kalder ham øgenavne. Terkel klager sin nød til Gunnar, som giver ham det råd at svare ’Hvad med dig selv?!’ Det virker overhovedet ikke, og Terkel får bank og bliver mobbet mere af Sten og Saki. Da de forfølger ham efter skoletid, flygter han ind på en byggeplads, hvor nogen ruller en stor tønde efter ham, og han kun med nød og næppe overlever. Midt om natten smider nogen en mursten med et trusselsbrev ind ad hans vindue.
Truslerne og mobberierne bringer ham så meget fra koncepterne, at han en dag sidder i klassen i frikvarteret og tuder. Der er ikke andre end Jason og Fede Dorit. Nu erklærer Dorit ham sin kærlighed med et brev. I det samme kommer Sten og Saki ind og begynder at drille med, at de er kærester. Desperat benægter Terkel og siger, at han er ligeglad med Dorit. Hun bliver så ulykkelig, at hun kaster sig ud ad vinduet fra 3. sal og dør. Terkel siger ’Vi må håbe, der ikke var nogen, der fik den fede ko i hovedet,’ og det synes Sten og Saki er så sejt, at de gerne vil være venner med Terkel.
Om onsdagen skal de på telttur i Degnemosen med Gunnar. Mærkeligt nok står der en dødstrussel i Terkels kontaktbog – selvom Sten og Saki vil være hans venner. Terkel går med til at de skal sidde sammen i bussen og vender Jason ryggen. Jason bliver indebrændt over Terkels opførsel og siger det til ham ude på lejrpladsen. Alligevel vælger Terkel at sove i telt med Sten og Saki frem for med Jason. Da Johanna er kold og afvisende overfor ham, bliver han straks helt vild med hende, og de bliver kærester.
Om aftenen finder Terkel et dødt dyr i sin sovepose. Rædslen vokser, da han får en sms med teksten "du skal dø!". Sms'en kommer fra Jasons mobiltelefon. Terkel styrter over til Gunnars telt, og de går lidt ud i skoven, hvor Terkel fortæller hele historien. Imens hører Jason, hvad der er sket fra Sten og Saki. Jason har lånt sin telefon til Gunnar. Ude i skoven har Gunnar trukket en kniv frem og vil dræbe Terkel, fordi han dræbte den edderkop, første gang han mødte Gunnar. Terkel flygter gennem skoven, og møder sin Onkel Stewart kørende gennem skoven på sin scooter. Trods skrigene om hjælp kører han bare videre, og Terkel må flygte længere ind i skoven. Gunnar indhenter ham til sidst og skal til at stikke ham ned, men Jason kommer ham til hjælp, hvor han får gavn af sit jernrør. Kampen bølger frem og tilbage, og drengene har svært ved at få bugt med Gunnar, men lige da Gunnar skal til at slagte dem, bliver han spiddet gennem hovedet af jernrøret, som han selv havde sparket op i luften. Terkel og Jason er atter bedste venner, og Jason og Johanna er kærester.
Gennem hele historien er der hippien Arne som er fortælleren, der dukker op i forskellige biroller.

## Karakterer
- Terkel Mogensen, oftest bare kendt som Terkel: Hovedpersonen. Han er søn af Beate og Leon. Han har en lillesøster der hedder Rita. Han er Jasons bedste ven. Han kan ikke lide Steen og Saki, men bliver deres ven da han får Dorit til at springe ud gennem vinduet på skolen, hvilket gør Jason sur. Han er tæt på at blive dræbt af Gunnar, men Jason når at slå ham ihjel.

- Beate Habakuk Stenstrøm (Eng: Sheila Habakuk Smokeson): – Terkel Mogensens mor, hun er kæderyger og tager sig ikke af hvad der sker for Terkel i skolen. Hun kan aldrig enes med Leon. Hun bliver gift for anden gang en lørdag. Hun er Stewarts niece. Hun tror at folk kan få sygdomme på de mest mærkelige grunde og på de underligste tidspunkter.

- Leon Gungadin Mogensen: – Terkels far, han siger kun nej, også da han bliver gift for anden gang. Han kan aldrig enes med Beate. Han læser ofte avis og tager sig ikke af hvad der sker i omverdenen.

- Rita Mogensen, oftest bare kendt som Rita: Hovedpersonens lillesøster. Hun er datter af Beate og Leon. Hun kommer hele tiden til skade og ender med at få to gafler i øjnene.

- Gunnar Bjerre (Eng: Justin ): Dyreforkæmper. Han har en pungrotte ved navn Lise Lotte. Han ender derfor med at slå klassens lærer Yvonne ihjel, og overtager klassen. I første time foreslår han at de holder fri. Senere har han planlagt en tur til Degneskoven hvor de skal fange skovsalamandere, hvilket Jason ikke er glad for. Han prøver at dræbe Terkel til sidst fordi han satte sig på en edderkop, men bliver slået i hovedet af Jasons jernrør. Han overlever dog og er ved at slå Jason ihjel. Til sidst, da Terkel truer ham med jernrøret, går Gunnar over til taekwondo. Røret spidder dog Gunnar og han falder om. I begyndelsen af filmen kan man læse i Leons avis, at Gunnar flygtede fra fængsel forklædt som en hund.

- Jason: – Terkel Mogensens bedste ven. Han bærer altid rundt på et jernrør. Han er bror til Dorit, men han lader som om han ikke kender hende, ved at komme med undskyldninger for at Terkel ikke kan komme hjem til ham. Han bliver uvenner med Terkel da han påstår at Steen og Saki kører rundt på ham. Han ender med at slå Gunnar ihjel, tror de, og han bliver forelsket i Johanne, da hun taler groft til ham. Han har gået i børnehave med Steen.

- Steen (Eng: Stan): Han er bedste ven med Saki. Han bruger hele skoletiden på at mobbe Fede Dorit. Da Dorit dør bliver han Terkels ven, hvilket gør Jason vildt sur. Har gået i børnehave med Jason.

- Saki: Han er bedste ven med Steen. Han bruger skoletiden på at mobbe Fede Dorit. Da Dorit dør bliver han Terkels ven, hvilket gør Jason sur.

- Stewart Felfoss Stenstrøm Stardust Jr. (Eng: Stewart Felfoss Smokeson Stardust Jr.): Terkel Mogensens grandonkel og Beates onkel. Han er alkoholiseret og driver en børnehjælpslinje. Han har en tendens til at blive voldelig og har en vane med at tæve Leon.

- Dorit (Eng: Doris), kendt som Fede Dorit (Eng: Dumpy Doris): Forelsket i hovedpersonen Terkel Mogensen. Hun er søster til Jason som holder det hemmeligt for klassen. Hun bliver tit mobbet af Steen og Saki. Hun springer ud af vinduet fra tredje sal i skolen, da Terkel kalder hende en fed ko. Hun har en hamster der er opkaldt efter Terkel og en hjemmeside.

- Arne Nougatgren (Eng: Barry Nougatbranch): Han er Fortælleren, samt rapper, vinduespudser, musiklærer, håndværker, pige-elev på skolen, nabo, fyrbøder osv. Gennem hele historien fortæller han om Terkels liv og kvaler.

## Bonus-materiale
- En 6:04 min lang film hvor figurerne søger til casting til filmen hvor man ser at Dorit bl.a. æder mad hele tiden da hun var tynd i starten, mens hun forsøger at blive castet som Johanna.
- 2 "fraklippede" scener med Rita, hvor hun har klapper for øjnene og skal spise cornflakes, men kommer til at spise sin mors cigaretter som brænder hendes tunge, og hvor hun har fået en stok, og at hun leder efter Terkel ude på vejen og bliver kørt over af en lastbil, kun stokken kommer tilbage.
- En 55 sekunder lang film hvor man ser Anden og Terkel skændes i lydstudiet pga. for lavt honorar til Terkel.
- Dorits hjemmeside med bl.a. gæstebog og blog og digte.
- En række opkald til Stewart fra børnetelefonen.

## Soundtrack
- "Hvad med dig selv" (2:06)
- "Arne han er for cool!" (2:09)
- "Quangs sang" (2:20)
- "Spørg om hjælp" (1:11 )
- "Paranoia" (0:57)
- "Tag og fuck af" (2:11)

## Oversættelser
- I den norske, den svenske og den tyske version er det også kun én person der lægger stemme til alle personerne, nemlig Felix Herngren i den svenske, Aksel Hennie i den norske og Bela B. Felsenheimer (trommeslager fra Die Ärzte) i den tyske udgave.
- I den engelske, ukrainske og den italienske version har hver karakter fået sin egen skuespiller.
- I den svenske version er navnet Terkel blevet ændret til sin svenske pendant Torkel.
- Det er den danskfødte norske rapper "Dansken" (Esben Selvig) fra den tidligere hiphopgruppe Klovner i Kamp, der oversatte filmen til den norske version.

## Oprindelse
Terkel og hans familie og omgangskreds er opfundet af standupkomikeren Anders Matthesen, som blandt andet også er kendt fra DRs voksenjulekalender Jul på Vesterbro fra 2003. Historierne om Terkel startede i DR's Børneradio med radioføljetonen Arne fortæller... Terkel i knibe. En del af historierne og musiknumrene udkom på CD’en Hvad snakker du om?, og Anders Matthesen indgik i samarbejdet med instruktørerne Kresten Vestbjerg Andersen, Thorbjørn Christoffersen, Stefan Fjeldmark og produktionsselskabet A-film samt TV 2 og Nordisk Film om at filmatisere Terkel i knibe.

## Kontrovers i Norge
Da Terkel i knibe kom til Norge i 2005, affødte den en større offentlig debat. Ledelsen ved flere norske ungdomsskoler nægtede deres elever at se filmen i undervisningssammenhæng, da de mente, at filmens moral og jargon var af en mindreværdig kvalitet, der kunne volde de unge seere skade. Filmen blev endvidere, på grund af groft sprog, anmeldt til den daværende Børneombudsmand i Norge. Ombudsmanden henlagde imidlertid sagen.

## Modtagelse
Ved uddelingen af Robertprisen var Terkel i knibe nomineret i flere kategorier og vandt årets musik, årets børne- og familiefilm, årets lyd, årets sang og Publikumsprisen. Den blev desuden nomineret til Bodilprisen for bedste danske film i 2005.
Filmen blev set af over 375.000 personer i 2004, og det blev dermed den syvende mest sete film i Danmark dette år, og den fjerde mest sete danske film.